# Вецца-д'Ольйо
Вецца-д'Ольйо (італ. Vezza d'Oglio) — муніципалітет в Італії, у регіоні Ломбардія, провінція Брешія.
Вецца-д'Ольйо розташована на відстані близько 520 км на північ від Рима, 130 км на північний схід від Мілана, 85 км на північ від Брешії.
Населення — 1465 осіб (2014).

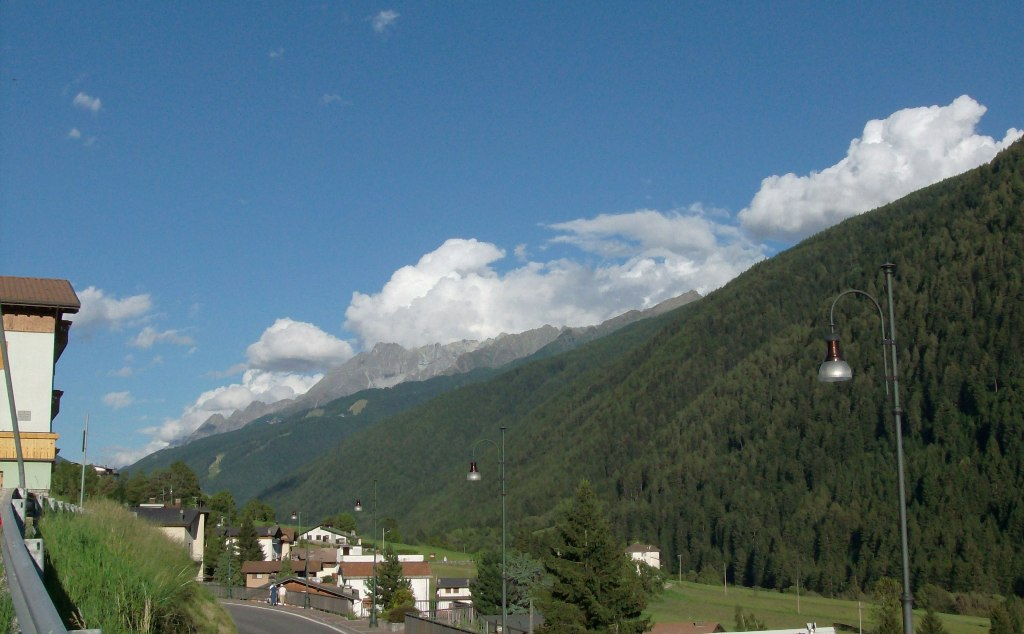

Щорічний фестиваль відбувається 11 листопада. Покровитель — святий Мартин Турський.

## Демографія
Населення за роками:

Станом на 1 січня 2023 року в муніципалітеті офіційно проживали 43 іноземці з 10 країн, серед них 21 громадянин країн Євросоюзу та 1 громадянин України.

## Сусідні муніципалітети
- Едоло
- Грозіо
- Інкудіне
- Монно
- Понте-ді-Леньо
- Сондало
- Тему
- Віоне